# Hollevoeterbrug
Hollevoeterbrug is een buurtschap behorende tot de gemeente Zuidplas (voorheen Zevenhuizen-Moerkapelle) in de provincie Zuid-Holland. De buurtschap bestaat uit twee wegen: Moerkapelse Zijde en de Rottedijk. Zij ligt ten westen van Moerkapelle bij de gelijknamige brug over de Rotte, aan de gemeentegrens met Lansingerland. Bij de buurtschap begint ook de oude afgeknotte molenzesgang der Wilde Veenen. De buurtschap telt één monument, een oude molenmakerij uit de 18e eeuw.
Bij de buurtschap staan geen plaatsnaamborden. Wel is er een bushalte met de naam Holvoetersebrug, alsmede een elektriciteithuisje met die naam.

## Geschiedenis

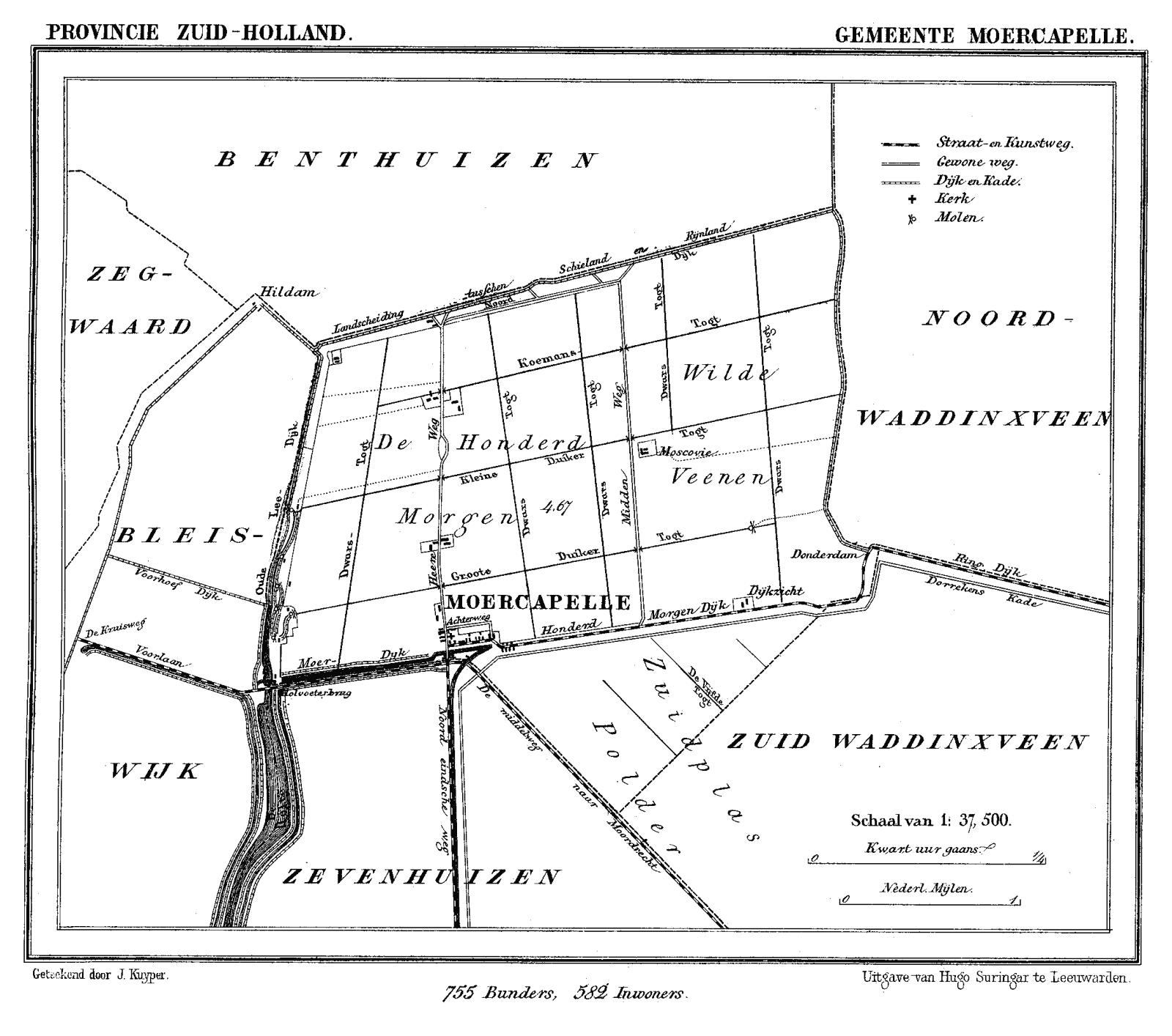
Oude kaart van de gemeente Moercapelle

Vroeger lag er bij de buurtschap een verlaat, het Moerverlaat genoemd. Hier konden de schippers van Moerkapelle de Rotte op. Maar door de steeds minder wordende scheepvaart werd het verlaat gesloopt. Links zie je een kaart van de gemeente Moercapelle(Oude Spelling) uit 1870. Op deze kaart staat Hollevoeterbrug aangegeven. Hollevoeterbrug hoorde al sinds oudsher bij Moerkapelle. 
 Tot 1991 behoorde de brug bij de gemeente Zevenhuizen

## Holvoeterbrug bij Hollevoeterbrug

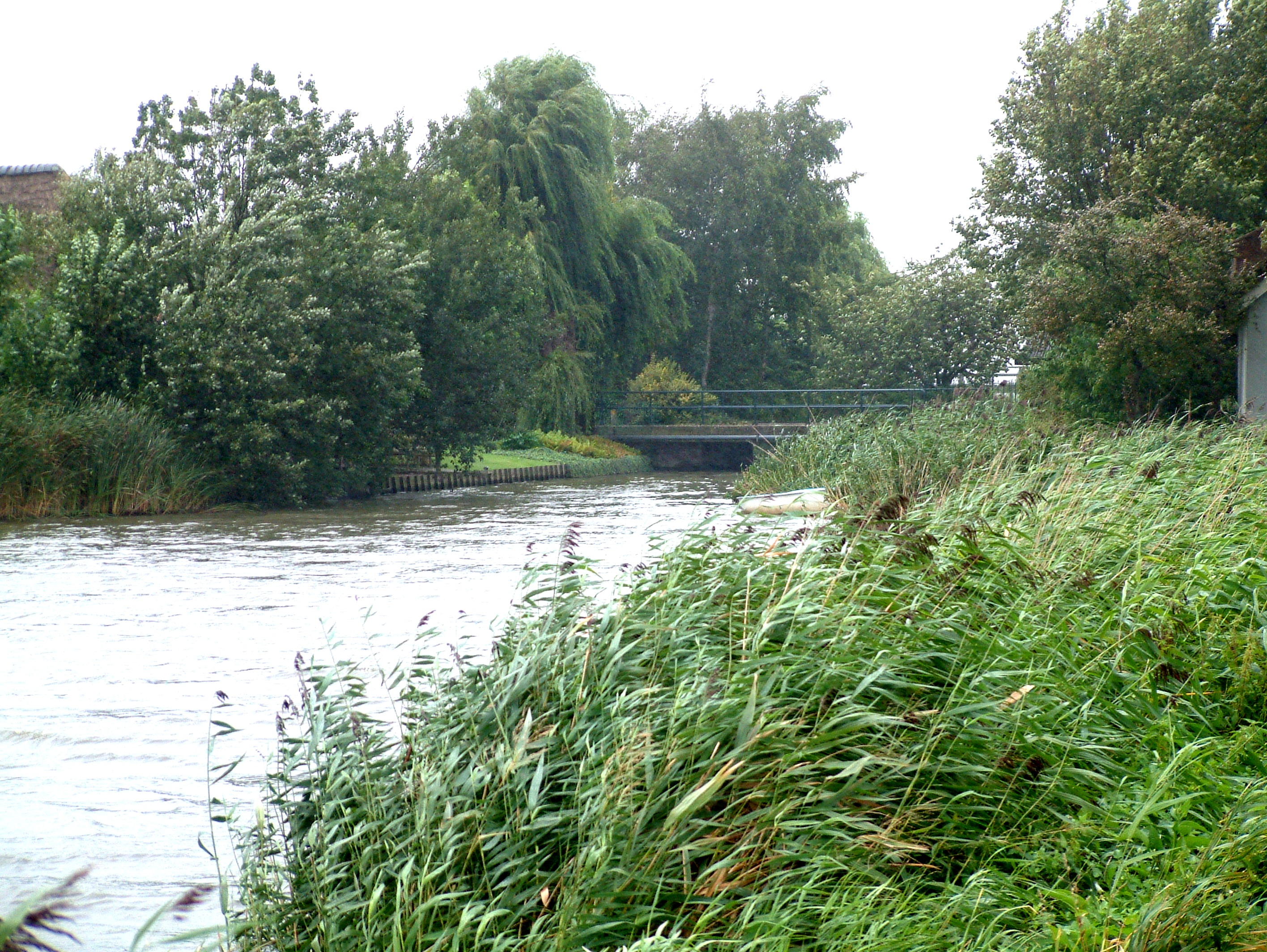
Holvoeterbrug

De Holvoeterbrug is een vaste brug, een van de bruggen over de Rotte. In de loop der jaren is deze brug een aantal malen door nieuwe exemplaren vervangen. Rond 1650 bestaan er al stukken betreffende het verzoekschrift van de molenmeesters en ingelanden van de Hoefpolder onder Bleiswijk aan het hoogheemraadschap van Schieland om op kosten van het gemene land de ingebroken Rottekade in hun polder te herstellen en aan de Holvoeterbrug schot- en zwaaideuren aan te brengen. In 1704, 1732, 1763, 1804, 1836 en 1908 is de brug vernieuwd.
Dorpen: Moerkapelle · Moordrecht · Nieuwerkerk aan den IJssel · Zevenhuizen

Buurtschappen: 's-Gravenweg (deels) · Donderdam (deels) · Eerste Tocht · Groot Hitland / Ver-Hitland · Hollevoeterbrug · Kikkershoek · Klein Hitland · Kortenoord · Oud Verlaat · De Vijfhuizen

Zuid-Holland: Steden en dorpen    Nederland: Provincies · Gemeenten